# در اعماق جنگل (مجموعه تلویزیونی)
در اعماق جنگل (به لهستانی: W głębi lasu) یک مجموعه تلویزیونی مرموز و تریلر و محصول لهستان است که براساس رمانی با همین نام نوشته هارلن کوبن ساخته شده‌است. این مجموعه در ۱۲ ژوئن ۲۰۲۰ از نتفلیکس پخش شد.

## داستان
داستان به ماجراهای سال ۱۹۹۴ و ۲۰۱۹ می‌پردازد و قصه زندگی دادستانی اهل ورشو به نام پاوئو کوپینسکی را بازگو می‌کند. او هنوز داغدار خواهر عزیزش است که سال‌ها پیش در شرایط غیرقابل توضیحی در یک اردوگاه تابستانی گم شد. کشف ناگهانی جسدی که ظاهراً ارتباطی با خواهر پاوئو داشته، می‌تواند پیشرفت غیرمنتظره‌ای در تحقیقات ایجاد کند.

## گزیدهٔ بازیگران
- گژگوش دامینتسکی در نقش پاوئو کوپینسکی (۲۰۱۹)
- آگنیشکا گروخوفسکا در نقش لائورا گلدشتاین (۲۰۱۹)
- هوبرت میوکوفسکی در نقش پاوئو کوپینسکی (۱۹۹۴)
- ویکتوریا فیلوس در نقش لائورا گلدشتاین (۱۹۹۴)
- رومن گانتسارچیک
- یاتسک کومان
- پیوتر گوئوواتسکی
- آرکادیوش یاکوبیک
- اوا اسکیبینسکا
- سزاری پازورا
- آدام ویتژینسکی
- ماگدالنا چروینسکا
- آدام فرنتسی
- پشمیسواف بلوشچ
- دوروتا کولاک
- ایزابلا دونبروفسکا
- مارتینا بیچکوفسکا
- کینگا یاشیک
- کشیشتف استلماژیک
- ماگدالنا کومورک
- مارتا شچیسوویچ
- کاتاژینا ژیلینسکا-یاورسکا
- ساندرا دژیمالسکا
- ماگدالنا اسمالارا
- ماگدالنا کوتا

## قسمت‌ها
| شم. | عنوان                          | کارگردان       | نویسنده          | تاریخ پخش اصلی |
| --- | ------------------------------ | -------------- | ---------------- | -------------- |
| ۱   | «پایان معصومیت»                | لِشِک داوید      | آگاتا مالشینسکا  | ۱۲ ژوئن ۲۰۲۰   |
| ۲   | «دروغ‌ها»                       | لِشِک داوید      | آگاتا مالشینسکا  | ۱۲ ژوئن ۲۰۲۰   |
| ۳   | «تو هیچ نمی‌دانی»               | لِشِک داوید      | آگاتا مالشینسکا  | ۱۲ ژوئن ۲۰۲۰   |
| ۴   | «آنچه در زیر پنهان است»        | بارتوش کونوپکا | وویچیخ میووشفسکی | ۱۲ ژوئن ۲۰۲۰   |
| ۵   | «خواهرت مُرده است»              | بارتوش کونوپکا | آگاتا مالشینسکا  | ۱۲ ژوئن ۲۰۲۰   |
| ۶   | «تا خانه راهی دراز در پیش است» | بارتوش کونوپکا | وویچیخ میووشفسکی | ۱۲ ژوئن ۲۰۲۰   |

## تولید
در دسامبر ۲۰۱۹ اعلام شد که ای تی ام گروپا، فیلمبرداری این مجموعه را به پایان رسانده و فیلم در سال ۲۰۲۰ از نتفلیکس پخش خواهد شد. پس از مجموعه‌های امن و غریبه، این سومین اقتباس نتفلیکس از کتاب‌های هارلن کوبن است.